# Journal of Chromatography B
Journal of Chromatography B (abrégé en J. Chromatogr. B) est une revue scientifique à comité de lecture. Cet hebdomadaire publie des articles de recherches originales sur les aspects fondamentaux et appliqués de la science de la séparation en biologie et biochimie.
D'après le Journal Citation Reports, le facteur d'impact de ce journal était de 2,729 en 2014. Actuellement, les directeurs de publication sont R. P. H. Bischoff, D. S. Hage, G. Hopfgartner, H. T. Karnes, D. K. Lloyd et G. Xu.

## Histoire
Au cours de son histoire, le journal a changé de nom :
- Journal of Chromatography B: Biomedical Sciences and Applications, 1958-2001  (ISSN 0378-4347)[3]
- Journal of Chromatography B 2002-en cours  (ISSN 1570-0232)